# Deltophora stictella
Deltophora stictella is een vlinder uit de familie tastermotten (Gelechiidae). De wetenschappelijke naam is voor het eerst geldig gepubliceerd in 1927 door Rebel.
De soort komt voor in Europa.